# كمال قمازي
كمال قمّازي (19 يناير 1962) مسؤول وسياسي جزائري ذو توجه إسلامي ومُدرس وداعية إسلامي، شغل منصب رئيس بلدية باب الوادي بولاية الجزائر، ورئيس المجلس الشعبي لمدينة الجزائر العاصمة، وهو عضو مؤسس في الجبهة الإسلامية للإنقاذ الجزائرية.
عمل في مجال التعليم المتوسط حيث درس مادة الآداب واللغة العربية في ولاية الجزائر، كما شغل منصب إمام مسجد السلام بالحمامات وإمام راتب وخطيب مسجد التقوى بباب الوادي، وحاضر ونشط دعويا في عدد من مساجد الجزائر العاصمة.

## نشأته
ولد في يناير 1962 ب قرية قوزة، بلدية تغزوت، ولاية وادي سوف، على بعد 615 كم جنوب شرقي الجزائر العاصمة. نشأ في بيئة بدوية في الصحراء الجزائرية، حيث تعلم اللغة العربية الفصحى.
كان جد الشيخ كمال قمازي لأبيه، الشيخ عبد الكريم قمازي، شيخ بلدة تغزوت. وقد ترك مكانا مخصصا لبناء مسجد في البلدة اُستكمل بناؤه بعد وفاته ويُعرف باسمه. أما جد الشيخ كمال قمازي لأمه، الحاج الصادق بن محمد تاتا، فكان مهتماً بالعلم والعلماء. ويتردد على مدينة قمار، حيث يتواجد العديد من العلماء المبرزين من أمثال الشيخ خليفة بن حسن والشيخ محمد الطاهر التليلي وهو الشيخ الذي يقول قمازي أنّه تأثر به كثيرا وكان يواظب على زيارته بانتظام.
قضى الشيخ كمال قمازي جزءًا من طفولته في مدينة بوسعادة، حيث عاش في بيت جده لزوجة الأب الشيخ الطاهر زقّاد وتأثر بمكارم الأخلاق التي كان يتصف بها.

## التعليم
بدأ كمال قمازي مسيرته التعليمية في بدايات الستينات، حيث حفظ القرآن الكريم بطريقة تقليدية معتمدة على اللوح والقلم والمداد. هذه الطريقة التقليدية، التي كانت شائعة في ذلك الوقت في منطقة المغرب العربي، غرست فيه حب التعلم وحفظ النصوص الشرعية، كما كان للطالب محمد العيد بسّي دور كبير في تعليمه الحروف العربية.
انتقل بعد ذلك إلى العاصمة لدراسة المرحلة الابتدائية، حيث التحق بمدرسة الصومام ثم انتقل إلى مدرسة الفرابي. خلال هذه المرحلة، بدأ يتشكل لديه شغف بالقراءة والمعرفة، فكان يقضي وقته في مطالعة الكتب المختلفة، لا سيما كتب اللغة العربية والأدب.
واصل تعليمه في المرحلة المتوسطة بمتوسطة القطار، حيث حصل على شهادة التعليم المتوسط. وفي هذه المرحلة، بدأ يتأثر بالبيئة المحيطة به، خاصةً الأجواء الدينية السائدة في المدينة.
بعد اجتياز شهادة البكالوريا، التحق بالجامعة المركزية لدراسة اللغة والأدب العربي.

## سنوات الصحوة الإسلامية
كان قمازي يواظب على حضور محاضرات مولود قاسم نايت قاسم والدكتور محمد محمود الصوّاف وغيرهم من الدعاة والعلماء، في ملتقيات الفكر الإسلامي (1967-1990)
كانت هذه الفترة حافلة بالفعاليات الدينية والثقافية، وساهم قمازي مع زملائه في الثانوية في تنظيم معارض للكتاب الإسلامي واستضافوا علماء دين بارزين. وقد تأثر بشكل كبير بالشيخ محمد سعيد، الذي كان يقدم محاضرة في ختام المعرض.
في عام 1978، حضر لأول مرة خطبة الجمعة في مسجد بلال بحي الإدريسي التابع لبلدية بوزريعة، والتي ألقاها علي بن حاج. لاحقًا، ستتطور بينهما علاقة وثيقة.
رغم تركه للدراسة الأكاديمية، واصل الكاتب مسيرته التعليمية. فقد تفرغ للعمل في مجال التعليم والتدريس، حيث عمل أستاذا في المرحلة المتوسطة منذ سنة 1982. كما أسهم في تعليم القرآن الكريم والعلوم الشرعية، وشارك في العديد من الأنشطة الدعوية والثقافية، وساهم في فتح مدرسة ليلية لدروس دعم التلاميذ في المدارس.

## النشاط الدعوي والتوعوي
بدأ اهتمامه بالعمل الدعوي في سن مبكرة، حيث كان ينتظم في حلقات الذكر والدراسة في مسجد علي بتشين القريب من منزله. وكان يساهم في الأنشطة المسجدية المختلفة، مثل ترتيب المكتبة وإعارة الكتب، مما أكسبه خبرة عملية في العمل الدعوي.
عندما التحق بثانوية عقبة في عام 1978، أسس مع مجموعة من زملائه نشاطًا دعويًا داخل المدرسة، حيث قاموا بفتح مسجد صغير وتنظيم صلاة الجماعة. وكانوا يدعون زملاءهم إلى المشاركة في هذه الأنشطة. وقد كان له شراكة وثيقة مع الشيخ جمال الدين حمادي، الذي أصبح فيما بعد إمامًا لمسجد سكالا في الأبيار.
وفي بدايات الثمانينات، تولى إمامة مسجد السلام ببينام (الحمامات). وقد شجعته هذه التجربة على المشاركة في أنشطة دعوية أخرى في عدة مساجد بالعاصمة، مثل مسجد بلال بن رباح ومسجد الدعوة، ومسجد العاشور الذي كان ينشط فيهمصطفى بويعلي، ولم ينته عام 1981 حتى افتتح مسجد التقوى بباب الوادي بالجزائر العاصمة فانتقل إليه، وأصبح خطيبا له ومديرا لشؤونه.
- من المواقف التي حصلت معه أيام العمل الدعوي يذكر قمازي في حواره مع جريدة الشروق اليومي الجزائرية: «وأذكر مرّة أنّه جاءتني رسالة من أولياء التلاميذ في ثانوية الأمير عبد القادر يشتكون من الاختلاط بين الشباب وتركهم لوحدهم في بعض الفترات وأمور أخلاقية، فتكلمت عنها في الخطبة. وفي ذلك الأسبوع جاءتني رسالة من أربع صفحات مكتوبة بالفرنسية بخط مدير الثانوية الأستاذ لرشيش رحمه الله، فترجمتها إلى العربية، وفي الخطبة القادمة قرأتها على الناس. أي أعطيته حق الرد فوق المنبر، فقلت لهم هذا ما يقوله المدير.. فتعجب الرجل إذ أنه لم يتوقع هذا الأمر ولم يتصور هذا الفعل. وكانت لنا علاقة طيبة فيما بعد».[5]

### العلاقات مع الجماعات الإسلامية
أثناء نشاطه الدعوي شكل قمازي علاقة جيدة بالعديد من الجماعات والتيارات الإسلامية في ذلك الوقت، مثل السلفيين وجماعة الإخوان المسلمين وجماعة الشرق. إلا أنه استقل فكريا ولم ينضم إلى أي جماعة أوتنظيم، إلا أنّه لا يخفي ميولاته السلفية.

## النشاط السياسي
عاصر الشاب قمازي فترة ثمانينات القرن العشرين في الجزائر التي شهدت تحولات اجتماعية وسياسية عميقة، وشارك في الأحداث التي شهدتها بدءً من الجامعة المركزية إلى التعددية السياسية.

### أحداث الجامعة المركزية:
في عام 1981 شهدت الجامعة المركزية الجزائرية، أحداث طالبت بتغيير النظام السياسي القائم، وحضر كمال قمازي الخطابات والفعاليات التي نظمت داخل الجامعة. وبعد فترة وجيزة من هذه الأحداث، تم اعتقال العديد من الشخصيات الدينية والسياسية البارزة، من بينهم الشيخ عباسي مدني.
بتاريخ يناير 1983 اعتقل قمازي - أي بعد سنتين من أحداث الجامعة المركزية- لمدة أسبوع ، حيث تم توجيه أسئلة إليه حول مشاركته في هذه الأحداث وعلاقته بالمشاركين والبيان الذي صدر عنهم.

### تأسيس الجبهة الإسلامية للإنقاذ
في 21 ديسمبر 1989، قامت رابطة الدعوة الإسلامية بتنظيم مسيرة نسائية ضخمة في الجزائر العاصمة، وشارك في التنظيم كمال قمازي كممثل للجبهة الإسلامية للإنقاذ، إلى جانب ممثلين عن حركة النهضة وجماعة البناء الحضاري وجماعة نحناح. شارك في هذه المسيرة أكثر من 500 ألف امرأة، بهدف الدفاع عن الهوية والثوابت الإسلامية.
وبتاريخ 8 جانفي 1990 اجتمع الرئيس الجزائري الشاذلي بن جديد بممثلين عن الجبهة الإسلامية للإنقاذ، ممثلين في الشيخ عباسي مدني وكمال قمازي ناقشوا فيها أجواء التعددية السياسية ومشروع الجبهة الإسلامية.

## المناصب الحكومية

### رئيس بلدية باب الوادي بولاية الجزائر
فازت الجبهة الإسلامية في ولاية الجزائر في جميع البلديات الـ33، وفي بلدية باب الوادي فازت الجبهة الإسلامية للإنقاذ بــ19 مقعدا من أصل 23 مقعدا (أي بنسبة 82 بالمائة)، وانتخب كمال قمازي رئيسًا لبلدية باب الوادي.

### رئيس المجلس الشعبي لمدينة الجزائر العاصمة

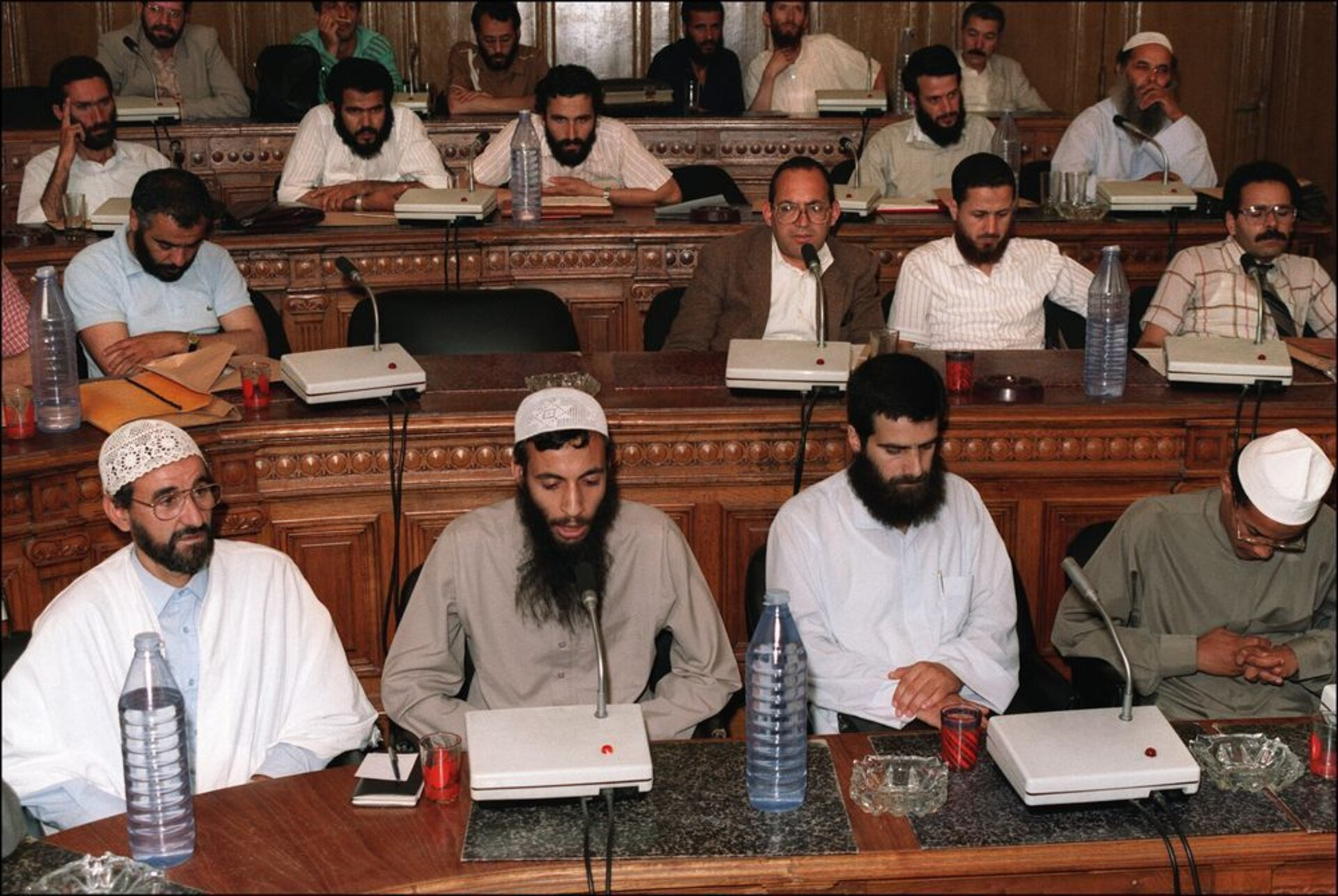
كمال قمازي رئيس المجلس الشعبي لمدينة الجزائر وعضو الجبهة الإسلامية للإنقاذ الجزائرية يقرأ القرآن الكريم خلال اجتماع المجلس في 21 يونيو 1990.

بتاريخ 27 يونيو 1990 عقد لقاء بالمجلس الشعبي لمدينة الجزائر العاصمة لانتخاب رئيس المجلس وتم انتخابه رئيسا له

### محطات أخرى
- أثناء رئاسته للمجلس الشعبي لمدينة الجزائر جاءته مراسلة من جاك شيراك، عمدة باريس، للاشتراك في مؤتمر المدن الفرانكوفونية فرفض الدعوة.[5]

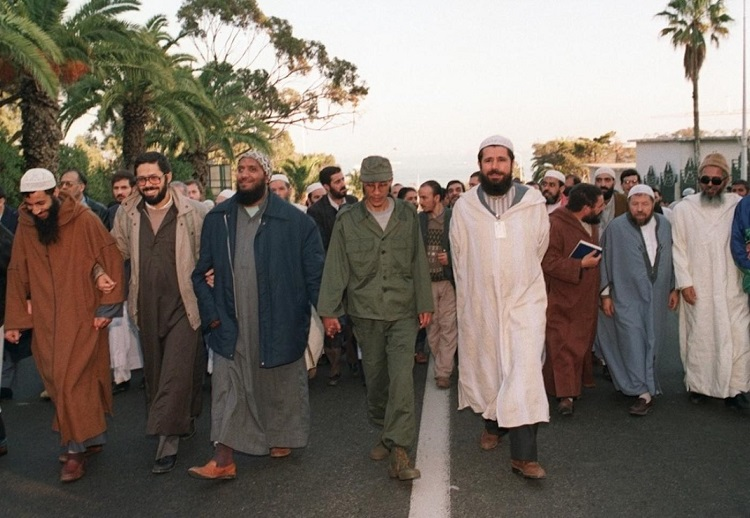
مسيرة للجبهة الإسلامية للإنقاذ تطالب بمساندة العراق 18 يناير 1991، شارك في المسيرة قيادات الجبهة الإسلامية للإنقاذ ومنهم كمال قمازي.

- مسيرة للجبهة الإسلامية للإنقاذ تطالب بمساندة العراق 18 يناير 1991، شارك في المسيرة قيادات الجبهة الإسلامية للإنقاذ ومنهم كمال قمازي.أيام الغزو الأمريكي للعراق شارك قمازي في لقاء في وزارة الداخلية حضره محمد الصالح محمدي والجنرال نزّار، ووفد من الجبهة الإسلامية للإنقاذ يقوده الشيخ عباسي وبن حاج، وكان موضوع اللقاء تأطير الشباب الجزائري الذي يود المشاركة في صد الغزو الأمريكي في العراق تحت اشراف الجيش الوطني الشعبي، إلا أنّ الجنرال خالد نزار أعلمهم بأنّ الدولة الجزائرية لها موقف رسمي من الموضوع بعدم التّدخل، وقال بأن الجيش فيه الكفاية ولا يحتاج لتدريب أناس آخرين.[7][8]

## المحاكمة العسكرية والسجن

### الاعتقال
في 30 يونيو 1991، اعتقل كمال قمازي وعلي بن حاج من مقر التلفزيون العمومي الجزائري، بعد محاولتهما الرد على اتهامات وجهها منشقون عن الجبهة الإسلامية عبر التلفزيون. تلا ذلك اعتقال الشيخ عباسي مدني، علي جدي، عبد القادر بوخمخم، بالإضافة إلى مناضلي الجبهة نور الدين شيقارا وعمر عبد القادر.

### أمام قاضي التحقيق المحكمة العسكرية بالبليدة
تم اقتياد الشيخ كمال قمازي ومن معه من القيادات والمناضلين إلى المحكمة العسكرية في ولاية البليدة، بالقرب من الجزائر العاصمة، حيث وُجهت إليهم تهم تتعلق بالمساس بأمن الدولة، الاعتداء على سلطة الدولة، تخريب الاقتصاد الوطني، وغيرها من التهم. وبعد أسبوع، تم اعتقال محمد سعيد إثر إلقائه كلمة تطالب بإطلاق سراحهم، وأودع السجن معهم، إلا أنه أُفرج عنه بعد أربعة أشهر.

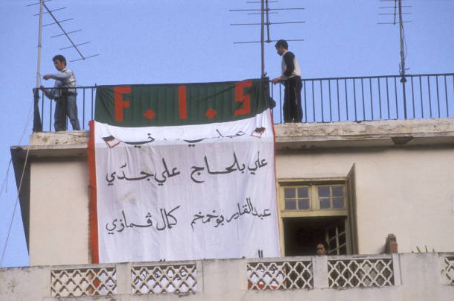
رفع لافتة تطالب بإطلاق سراح قيادات الجبهة الإسلامية للإنقاذ بساحة الأمير عبد القادر بالجزائر العاصمة.

### في السجن العسكري بالبليدة.
بتاريخ 02 جويلية 1991 تم نقل المتهمين إلى السجن العسكري بالبليدة، وفي السجن زارهم عدد من المحامين كان في مقدمتهم الأستاذ علي يحيى عبد النّور وعبد الرزّاق الونّاس، ومحامي الشيخ عباسي مدني في فترة الاستعمار الأستاذ عمار بن تومي، ومحامي الرئيس العراقي صدام حسين وغيرهما من محامي الجبهة ومن خارج الجبهة، حيث وصل مجمل عدد المحامين 22 محاميا.

### الإضراب عن الطعام
بتاريخ 08 سبتمبر 1991 دخل شيوخ الجبهة الإسلامية للإنقاذ في إضراب عن الطعام لمدة 11 يوما بعد رفض السلطة تحديد قضيتهم بأنها قضية سياسية وتلبية مطالبهم في الافراج المؤقت.

### التضامن مع قيادات الجبهة الإسلامية للإنقاذ
أثارت قضية اعتقال الشيخ كمال قمازي وشيوخ الجبهة الإسلامية للإنقاذ غضبا واسعا في الجزائر وخارجها، حيث تحرك الرأي العام الجزائري والعربي والإسلامي، وعدد من الأحزاب والشخصيات الوطنية والإسلامية. وأصدر مجموعة من الشيوخ والشخصيات الجزائرية بيانا جماعيا بتاريخ يوم 12 سبتمبر 91، وعلى رأسهم الشيخ أحمد سحنون وبن يوسف بن خدة والشيخ محمد الطاهر آيت علجت ولخضر الزاوي والعقيد محمدي السعيد، والدكتور أحمد طالب الإبراهيمي وعبد الله جاب الله وآخرون، طالبوا فيه السلطات الجزائرية بتصفية الأجواء السياسية وأعلنوا إنشاء "اللجنة الوطنية لمساندة المساجين السياسيين"، وأعلنوا تضامنهم المادي والمعنوي مع ضحايا ما سموه بـ "القمع" في البلاد، وطالبوا بالإطلاق الفوري للمساجين السياسيين وعلى رأسهم قيادة الجبهة الإسلامية للإنقاذ، خاصة بعد تدهور وضعهم الصحي جراء الإضراب عن الطعام منذ 08 سبتمبر 91. كما طالبوا بإعادة العمال المطرودين إلى مناصبهم، ودعوا القوى المحبة للسلم في الجزائر إلى الالتحاق والتضامن مع هذا النداء.

### محاكمة شيوخ الجبهة الإسلامية للإنقاذ
وقف قمازي وشيوخ الفيس أمام قاضي المحكمة العسكرية بالبليدة لعدة جلسات عبر فيها المحامون عن رفضهم محاكمة مدنيين أمام المحكمة العسكرية، وفي أثناء تلك الجلسات تم اغتيال رئيس الدولة محمد بوضياف واستقالة حكومة أحمد غزالي وبعد استقالة الأخير استدعي كشاهد أمام المحكمة مع مجموعة من الشخصيات من أمثال عبد الحميد مهري الذين صرحوا بأن المحاكمة سياسية.
وفي مرافعته طالب النّائب العام العسكري بالسجن المؤبد للشيخ عبّاسي مدني وعلي بن حاج و20 سنة لعلي جدي وعبد القادر بوخمخم وكمال قمازي، وبعد المداولة حكم عليهم 12 سنة للشيخ عبّاسي وبن حاج و4 سنوات لجدي وبوخمخم وعمر عبد القادر و نور الدين شيقارة ، و6 سنوات لقمازي حيث أضيفت عليه تهمة استعمال وسائل عمومية لأغراض حزبية.

### التعذيب والتغييب
في صباح يوم 15 مارس 1993، وبعد مرور عام على إعلان حالة الطوارئ وحل الجبهة الإسلامية للإنقاذ، تعرض شيوخ الجبهة، وفقًا لشهادة قمازي للشروق اليومي، للتعذيب. تم غلق أبواب الزنازين، وحلق رؤوسهم ولحاهم، وضربهم، وإجبارهم على ارتداء ملابس السجناء. بعد ذلك، تم إحضار طبيب لهم وإرسال رسالة تظلم إلى وزراء المجاهدين والدفاع والعدل. إلا أنّ النائب العام العسكري طلب منهم رفع دعوى ضد مجهول. وبقي جميع شيوخ الجبهة الإسلامية للإنقاذ في الحبس الانفرادي لمدة عشرة أشهر، باستثناء علي بن حاج الذي نُقل إلى سجن تيزي وزو في يونيو 1993.

## التشريعيات ووقف المسار الانتخابي

### حرمانه من المشاركة في التشريعيات:
على رغم من مشاركة الجبهة الإسلامية في تشريعيات 26 ديسمبر/كانون الاول 1991 إلا أنّ السلطة أقرت قانون جديد قبيل إيداع ملفات المترشحين تنص على أنّ إيداع الملفات يجب أن يكون يدا بيد من المترشحين، وهو ما فسر بقطع الطريق أمام قمازي وشيوخ الجبهة الإسلامية للإنقاذ من المشاركة في الانتخابات من سجنهم، وعرفت الانتخابات مشاركة وصلت 60% وفازت فيها الجبهة الإسلامية في دورها الأول بأغلبية ساحقة، وهي الانتخابات التي وصفها رئيس الحكومة أحمد غزالي و وزير الداخلية العربي بلخير بأنها كانت نزيهة، ونشرت النتائج في أول جريدة رسمية لعام 1992.

## الحوار مع السلطة والخروج من السجن
بتاريخ يناير 1994 شكلت السلطات الجزائرية لجنة الحوار التي رأسها الدكتور يوسف الخطيب، وكان من أعضائها الجنرال طيّب الدرّاجي وتواتي وعبد الوهّاب بوعديس نقيب المحامين في جهة عنّابة.

### فشل الحوار
بعد سلسلة من المفاوضات بين الجبهة الإسلامية للإنقاذ ولجنة الحوار من جهة، ووزير الدفاع الجديد اليمين زروال من جهة أخرى، تم التوصل إلى اتفاق للإفراج المشروط عن أربعة من المعتقلين الذين اقترب موعد إطلاق سراحهم. هؤلاء المعتقلون هم الشيوخ عبد القادر بوخمخم وعلي جدي، والمناضلان نور الدين شيقارا وعمر عبد القادر. إلا أن الأخيرين رفضا الخروج بشروط، وكان الهدف من إطلاق سراح جدي وبوخمخم هو تمهيد الطريق لإيجاد حل للأزمة السياسية والأمنية التي تعصف بالبلاد. ومع ذلك، لم تحظَ هذه الخطوة بترحيب جميع أجنحة السلطة، مما وضع أمامها العديد من التحديات والعراقيل ما أدى في النهاية إلى فشل المسعى.

### استئناف الحوار
بتاريخ 06 أيلول / سبتمبر 94 وقع شيوخ الجبهة الخمسة (مدني وبلحاج وشيقار وقمازي وعبد القادر عمر) رسالة وضحوا فيها تصورهم للحل واستعدادهم لذلك، وبعدها بأسبوع انطلقت جولة جديد من الحوار حيث جاءهم اتّصال من ثلاثة مسؤولين هم الجنرال الطيّب دراجي والجنرال بتشين ومعهما أحمد أويحيى لإجراء اللقاء، وتوصّلت السلطة في الأخير إلى اطلاق سراح ثلاثة هم قمازي ونور الدين شيقارا وعمر عبد القادر بتاريخ 13 أيلول/ سبتمبر 1994، ووضع عبّاسي وبن حاج في إقامة تابعة للدولة، حيث يمكن الاتّصال بمن يمكن أن يساهم في التوصل إلى حل للأزمة من السياسييين والمسلحين، والتنقّل والحصول على جواز السفر والاتّصال برابح كبير والمناضلين في الخارج، على أن يبق عباسي وبن حاج في الإقامة ويتعاون معهم قمازي والمطلق سراحهم.

### الخروج من السجن
في إطار الجهود المبذولة لحل الأزمة الجزائرية، أُفرج عن قمازي من السجن. التقى بعدد من الشخصيات داخل الجبهة الإسلامية للإنقاذ وخارجها، وأطلع الشيوخ على تطورات الأوضاع في الخارج ونتائج لقاءاته. أصدر علي بن حاج رسالة تناولت أحكام الهدنة والصلح، وقبيل 1 نوفمبر 1994، كان شيوخ الفيس يعتزمون اقتراح هدنة. إلا أن السلطات كشفت عن رسالة من علي بن حاج إلى الشريف قواسمي، أمير الجماعة المسلحة، مما أدى إلى تعليق مسار الحوار. إلا أن قمازي استمر في زيارة شيوخ الفيس في إقامة الدولة بجنان المفتي، حتى استئناف الحوار في أبريل 1995، وجاء ذلك بعد رفض السلطات لعقد روما (اتفاق سانت إيجيديو 1995) الذي جمع أطياف المعارضة.

### قمازي في معاقل المسلحين
رغم تعليق مسار الحوار وتعهد الرئيس الجزائري اليمين زروال بسحق الإسلاميين، واصل قمازي لقاءاته مع مختلف الأطياف، بما في ذلك المسلحين. في نوفمبر 1994، وفي إطار الجهود المبذولة لإيجاد حل، التقى قمازي بالشيخ محمد سعيد “بلقاسم لونيس”، القيادي في الجماعة الإسلامية المسلحة (الجيا)، الذي كان قد أعلن بشكل منفرد عن دمج الجبهة الإسلامية للإنقاذ في الجماعة الإسلامية، وهو ما رفضته الكثير من قيادات الجبهة الإسلامية في الداخل والخارج. وعندما عرض قمازي عليه مساعي إيجاد حل سياسي وشرعي، اكتشف أن هناك فجوة كبيرة بين تصور الجماعة وقيادات الجبهة الإسلامية للإنقاذ، وأن الأمر يتطلب وقتًا وجهدًا كبيرين للوصول إلى نتيجة.

## التهديد بالاغتيال
في عام 1996، نشرت وسائل الإعلام الجزائرية بيانًا صادرًا عن إحدى الجماعات المسلحة، يهدد بتصفية كمال قمازي وعدد من قيادات الجبهة الإسلامية للإنقاذ.

## محطات ومواقف

### رئاسيات 1999
في عام 1999، اتفقت قيادة الجبهة الإسلامية للإنقاذ بمن فيهم كمال قمازي على دعم المرشح أحمد طالب الإبراهيمي، معتبرين أنه قد يكون الحل للأزمة التي تعصف بالبلاد. ومع ذلك، انسحب الإبراهيمي وجميع المرشحين الآخرين من السباق الرئاسي، بعد اتهامات بتدخل المؤسسة العسكرية لصالح المرشح عبد العزيز بوتفليقة، الذي فاز في النهاية برئاسة الجمهورية الجزائرية الديمقراطية الشعبية.

### المصالحة الوطنية
رغم ترحيبهم بأي جهود تهدف إلى حل الأزمة وتطبيع الحياة السياسية في البلاد، إلا أن قمازي وقيادات الجبهة الإسلامية الأصيلة أبدوا تحفظهم على مشروع المصالحة الوطنية الذي طرحه الرئيس عبد العزيز بوتفليقة، معتبرين أنه لا يعالج الأزمة بل يورثها إلى الأجيال القادمة ودعت إلى ما سمتها مصالحة حقيقية تعالج جذور الأزمة. وفي لقاء جمع قمازي وعلي جدي مع رئيس الحكومة الأسبق عبد العزيز بلخادم في عام 2004، أشارالأخير إلى أن الولاية الثانية لبوتفليقة ستبدأ بعفو شامل، وهو ما لم يتحقق.

### تضييقات
تعرض كمال قمازي لحملة مضايقات، كان من أبرزها تصريحات وزير الشؤون الدينية والأوقاف الأسبق محمد عيسى، الذي اتهمه بالاستيلاء على أملاك وقفية وتحويلها إلى ملكية خاصة، مشيرًا إلى شقته في باب الوادي. رد قمازي على هذه الاتهامات مؤكدًا أن الشقة ملكية خاصة، موثقة بعقد شراء من الجمعية الأسقفية بالجزائر، بعد جلسات مع أسقف الجزائر الكاردينال ديفال في عام 1986، أي قبل تأسيس الجبهة الإسلامية للإنقاذ.

### المطالبة بعودة الفيس:
طالب قمازي بإعادة النظر في قرار حظر الجبهة الإسلامية للإنقاذ، ودعا السلطات الجزائرية إلى تركه يعمل بشكل عادي ويمارس نشاطه السياسي بكل حرية.

### رفع الرقابة القضائية
في 9 نوفمبر 2016، أبلغ القضاء كمال قمازي برفع الرقابة القضائية التي كانت مفروضة عليه منذ ثماني سنوات، وذلك بسبب مشاركته في مظاهرة لدعم غزة خلال الهجوم الإسرائيلي عام 2008.

### المشاركة في الندوات السياسية:

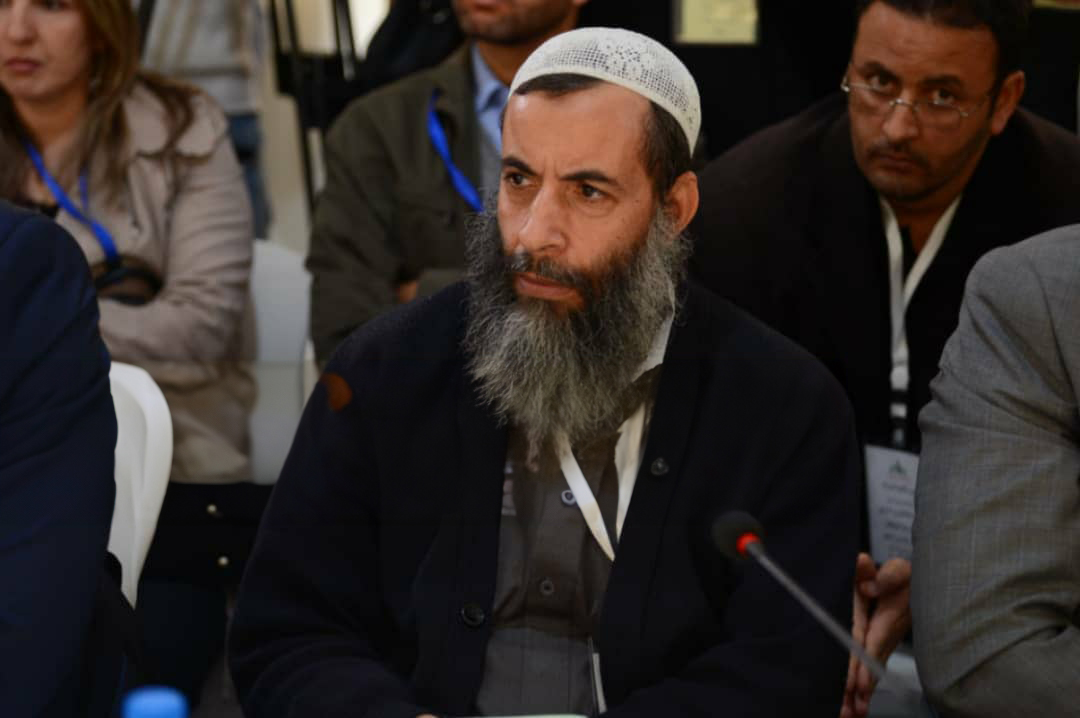
كمال قمازي في أول ندوة للمعارضة بعد انطلاق الحراك الشعبي في الجزائر

- في 10 سبتمبر 2014، مثل كل من كمال قمازي[44] وعلي جدي الجبهة الإسلامية للإنقاذ في الندوة الوطنية التي عقدتها التنسيقية من أجل الحريات والانتقال الديمقراطي بفندق مزفران بالعاصمة، بمشاركة أزيد من 400 شخصية وطنية وسياسية.[45]
- مثل الجبهة الإسلامية للإنقاذ في ندوة أحزاب المعارضة الجزائرية بتاريخ 08 مارس 2019 والذي جاء عقب اندلاع مظاهرات ما يسمى بالحراك في الجزائر[46]
- كما مثل الجبهة الإسلامية للإنقاذ إلى جانب علي جدي في المنتدى الوطني للحوار الذي نظمته المعارضة الجزائرية بتاريخ 07 يوليو 2019، تحت شعار «من أجل نصرة خيار الشعب» في المدرسة العليا للفندقة بعين البنيان غرب الجزائر العاصمة.[47]

## الملاحظات
1. ↑  وهو مجلس غير المجلس الولائي كان يتشكل من 15 بلدية في قلب العاصمة تشكل مدينة الجزائر. وتتكون من دائرة باب الوادي ودائرة سيدي امحمد وبلديتين من دائرة حسين داي وهي حسين داي والقبة وبلديتين من بئر مراد رايس وهي حيدرة والأبيار.

### فهرس
1. 1 2  قجالي 2015، صفحات 178–179
2. ↑  قواص 1998، صفحات 88
3. 1 2  شلي 2007
4. 1 2 3 4 5 6 7 8  يعقوبي 2013
5. 1 2 3 4 5 6 7 8 9  "كمال قمازي: قصتي مع الفيس.. من ڤمار إلى باب الوادي – قناة الجزائر". مؤرشف من الأصل في 2024-08-25. اطلع عليه بتاريخ 2024-08-25.
6. ↑  "في الذكرى الـ26 للتجمع النسوي ...هل تعتبر بناتنا وأخواتنا بأمهاتهن ؟". الجلفة أنفو. 20 ديسمبر 2015. مؤرشف من الأصل في 2024-08-25. اطلع عليه بتاريخ 2024-08-25.
7. ↑  "كمال قمازي: قصتي مع الفيس.. من ڤمار إلى باب الوادي – الصفحة 11 – قناة الجزائر". مؤرشف من الأصل في 2024-08-27. اطلع عليه بتاريخ 2024-08-26.
8. ↑  "كمال قمازي: قصتي مع الفيس.. من ڤمار إلى باب الوادي – الصفحة 11 – قناة الجزائر". web.archive.org. 25 أغسطس 2024. مؤرشف من الأصل في 2024-08-27. اطلع عليه بتاريخ 2024-08-26.{{استشهاد ويب}}:  صيانة الاستشهاد: BOT: original URL status unknown (link)
9. ↑  تامالت 2002، صفحة 54
10. ↑  توثيق الأحداث (24 يونيو 2022)، في جوان 1991: يوم قرر أعضاء من الفيس الذهاب للتلفزيون والتهجم على عباسي مدني، مؤرشف من الأصل في 2024-08-27، اطلع عليه بتاريخ 2024-08-26
11. ↑  "As Safir Newspaper Archives". archive.assafir.com (بالإنجليزية). Archived from the original on 2024-10-04. Retrieved 2024-08-26.
12. ↑  As-Safir. "انشقاق جديد في صفوف الجبهة الاسلامية الجزائر:اعتقال مدني وبلحاج وسقوط قتيلين في اشتباكات في العاصمة(صور)". archive.assafir.com. مؤرشف من الأصل في 2024-09-18. اطلع عليه بتاريخ 2024-08-26.
13. ↑  As-Safir. "مدني وبلحاج يمثلان أمام محكمة عسكرية الجزائر:غزالي يتعهد في بيان حكومته بتسريع إجراء انتخابات عامة ورئاسية(صورة)". archive.assafir.com. مؤرشف من الأصل في 2024-08-28. اطلع عليه بتاريخ 2024-08-27.
14. ↑  As-Safir. "الجزائر:احتلال مقر »الإنقاذ« وتوقيف 6 قياديين و2500 عضو.الجيش يتهم مدني وبلحاج ب»التآمر المسلح على امن الدولة«(صورة)". archive.assafir.com. مؤرشف من الأصل في 2024-10-05. اطلع عليه بتاريخ 2024-08-26.
15. ↑  "وفاة عميد الحقوقيين الجزائريين علي يحيى عبد النور". aawsat.com. مؤرشف من الأصل في 2024-08-28. اطلع عليه بتاريخ 2024-08-26.
16. ↑  As-Safir. ""حزب ألله"يدعو للتضامن مع المقاومة ويدين محاكمة الأسلاميين في الجزائر". archive.assafir.com. مؤرشف من الأصل في 2024-09-18. اطلع عليه بتاريخ 2024-08-26.
17. ↑  "كمال قمازي: قصتي مع الفيس.. من ڤمار إلى باب الوادي – الصفحة 10 – قناة الجزائر". مؤرشف من الأصل في 2024-08-28. اطلع عليه بتاريخ 2024-08-26.
18. ↑  "عباسي مدني.. مؤسس الجبهة الإسلامية للإنقاذ". الجزيرة نت. مؤرشف من الأصل في 2024-08-27. اطلع عليه بتاريخ 2024-08-27.
19. ↑  As-Safir. "القضاءان العسكري والمدني يرفضان النظر بأغتيال بوضياف محاكمة قادة". archive.assafir.com. مؤرشف من الأصل في 2024-09-18. اطلع عليه بتاريخ 2024-08-27.
20. ↑  "علي بلحاج.. صقر جبهة الإنقاذ الجزائرية". بوابة الحركات الاسلامية. مؤرشف من الأصل في 2024-10-05. اطلع عليه بتاريخ 2024-08-27.
21. ↑  "الشرعية والشعائر الدموية – الهوية والحركات الإسلامية في الجزائر". مركز المسبار للدراسات والبحوث. 27 أبريل 2021. مؤرشف من الأصل في 2024-10-05. اطلع عليه بتاريخ 2024-08-27.
22. ↑  Alkarama Human Rights (18 يوليو 2020)، الشيخ علي بلحاج .. من ظلمة السجون إلى ضيق الحصار، مؤرشف من الأصل في 2024-08-27، اطلع عليه بتاريخ 2024-08-27
23. ↑  "الشاذلي بن جديد: كان يجب تسليم الحكم للفيس سنة 91 لأن الشعب انتخبه". الشروق أون لاين نقلا عن مجلة يابانية. 2012/10/15. مؤرشف من الأصل في 2025-01-23. اطلع عليه بتاريخ 26-08-2024. {{استشهاد ويب}}: تحقق من التاريخ في: |تاريخ= (مساعدة)
24. ↑  الجمهورية الجزائرية الديمقراطية الشعبية (4 يناير 1992). الجريدة الرسمية (PDF). مؤرشف من الأصل (PDF) في 2024-07-02.{{استشهاد بكتاب}}:  صيانة الاستشهاد: التاريخ والسنة (link)
25. ↑  As-Safir. "القصة الكاملة لحوار الحذر والخوف في الجزائر من مع من؟وكيف السبيل لكسب ود الأسلاميين؟(صورة)". archive.assafir.com. مؤرشف من الأصل في 2024-12-05. اطلع عليه بتاريخ 2024-08-27.
26. ↑  As-Safir. "رسالة الجزائر.حديث جزائري عن". archive.assafir.com. مؤرشف من الأصل في 2025-01-23. اطلع عليه بتاريخ 2024-08-27.
27. ↑  As-Safir. "رسالة الجزائر.هدنة غير معلنة في الجزائر ترافقها أقالة عسكريين أنباء عن أتفاق بين زروال و". archive.assafir.com. مؤرشف من الأصل في 2025-01-23. اطلع عليه بتاريخ 2024-08-27.
28. ↑  قفاص 2004، صفحة 162
29. ↑  As-Safir. "الوضع الجزائري نحو المزيد من التصعيد:زروال ينعي الحوار". archive.assafir.com. مؤرشف من الأصل في 2024-12-05. اطلع عليه بتاريخ 2024-08-27.
30. ↑  مركز الدراسات السياسية والاستراتيجية 1994، صفحة 256
31. 1 2  سليم 1995
32. ↑  As-Safir. "وسيط بين الحكم الجزائري و". archive.assafir.com. مؤرشف من الأصل في 2025-01-23. اطلع عليه بتاريخ 2024-08-27.
33. ↑  "حقيقة سانت إيجيديو أو قصة المصالحة التي أجهضها النظام ـ جزء مكمل ـ". حقيقة سانت إيجيديو أو قصة المصالحة التي أجهضها النظام ـ جزء مكمل ـ. مؤرشف من الأصل في 2024-12-05. اطلع عليه بتاريخ 2024-08-27.
34. ↑  "هذه حقيقة رسالة علي بن حاج للشريف ڤواسمي". (جزايرس نقلا عن الشروق اليومي). 08 - 02 - 2013. مؤرشف من الأصل في 5 ديسمبر 2024. اطلع عليه بتاريخ 27-08-2024. {{استشهاد ويب}}: تحقق من التاريخ في: |تاريخ= (مساعدة)
35. ↑  As-Safir. "زروال يخيب أمل المتفائلين بخطابه لمناسبة الأستقلال:تعهد بسحق الأسلاميين يسقط أحتمال تسوية مع". archive.assafir.com. مؤرشف من الأصل في 2024-12-05. اطلع عليه بتاريخ 2024-08-27.
36. ↑  As-Safir. "من ابرز المرشحين للانتخابات الرئاسية الجزائرية احمد طالب الابراهيمي :لا مفر من المصالحة الوطنية". archive.assafir.com. مؤرشف من الأصل في 2025-01-23. اطلع عليه بتاريخ 2024-08-27.
37. ↑  AlJazeera Arabic  قناة الجزيرة (29 يوليو 2013)، شاهد على العصر | أحمد الإبراهيمي (9) هل زورت انتخابات 1999 لصالح بوتفليقة؟، مؤرشف من الأصل في 2024-08-27، اطلع عليه بتاريخ 2024-08-27
38. ↑  "جبهة الإنقاذ تدعو لمصالحة حقيقية بالجزائر بعد عودة كبير". الجزيرة نت. مؤرشف من الأصل في 2025-01-23. اطلع عليه بتاريخ 2024-08-27.
39. ↑  "«الرأي» تحاور زعيم جبهة الإنقاذ الجزائرية .. مدني: نطالب بإلغاء حالة الطوارىء وإجراء الاستفتاء على المصالحة الوطنية في الجزائر". alrainewspaper. مؤرشف من الأصل في 2025-01-25. اطلع عليه بتاريخ 2024-08-27.
40. ↑  الحوار 2016
41. ↑  النهار اون لاين 2015
42. ↑  قناة الشروق 2016
43. ↑  الشروق أونلاين 2016
44. ↑  منصوري 2024، صفحة 264
45. ↑  "الفيس في قلب ندوة الانتقال الديمقراطي". الشروق أون لاين. 2014/06/09. مؤرشف من الأصل في 2025-01-23. اطلع عليه بتاريخ 27-08-2024. {{استشهاد ويب}}: تحقق من التاريخ في: |تاريخ= (مساعدة)
46. ↑  "الجزائر / بعد غيابٍ طويل، قيادي في الجبهة الإسلاميّة للإنقاذ المنحلة يحضر إجتماعًا للمعارضة". Akher khabar online. مؤرشف من الأصل في 2025-01-23. اطلع عليه بتاريخ 2024-08-27.
47. ↑  "المعارضة الجزائرية: لا حوار قبل الإفراج عن المتظاهرين". (الأيام). 6 يوليو 2019. مؤرشف من الأصل في 2024-08-27. اطلع عليه بتاريخ 2024-08-17.

### معلومات المراجع
الكتب
- منصوري، عبد النور (16 مايو 2024). مآلات الصراع والمصالحة في الجزائر : بين ديناميات توازن اللّااستقرار واستقرار التوازن. TASQ Company. ص. 264. مؤرشف من الأصل في 2025-01-23.
- قجالي، آمنة (1 يناير 2015). الإعلام و العنف السياسي. مركز الكتاب الأكاديمي. ISBN:978-9957-35-085-7. مؤرشف من الأصل في 2025-01-23.
- يعقوبي، محمد (2013). الفيس من الداخل: من بويعلي إلى علي بن حاج. الشروق. ISBN:978-9931-353-16-4. مؤرشف من الأصل في 2024-08-28.
- قفاص، نصر (2004). كنت في الجزائر. منشورات الوكالة الوطنية للنشر والإعلان. ص. 162. ISBN:978-9947-21-136-6. مؤرشف من الأصل في 2025-01-23.
- تامالت، محمد (2002). الجزائر من فوق البركان: شهادات لجنرالات، رؤساء حكمات، زعماء أحزاب، شخصيات من الجبهة الاسلامية للانقاذ... والحركة البربرية. دار الحكمة. ص. 54. ISBN:978-1-898209-54-6. مؤرشف من الأصل في 2025-01-23.
- محمد، قواص (1998). غزوة الإنقاذ: معركة الإسلام السياسي في الجزائر. دار الجديد،ذ. ISBN:978-2-910355-98-2. مؤرشف من الأصل في 2025-01-23.
- مركز الدراسات السياسية والاستراتيجية (1994). التقرير الاستراتيچي العربي. مركز الدراسات السياسية والاستراتيجية بالاهرام. ص. 256. مؤرشف من الأصل في 2025-01-23.

الويب
- شلي، يوسف (8 نوفمبر 2007). "القيادي البارز في الجبهة الإسلامية للإنقاذ بالجزائر". مداد. مؤرشف من الأصل في 2020-02-24. اطلع عليه بتاريخ 2024-08-27.
- قناة الشروق (9 نوفمبر 2016). "كمال قمازي: "فوجئت بقرار رفع الرقابة القضائية المفروضة علي من قبل وزير العدل"!". (قنوات الشروق). مؤرشف من الأصل في 2025-01-23. اطلع عليه بتاريخ 2024-08-27.

- الشروق أونلاين (9 نوفمبر 2016). "رفع الرقابة القضائية عن قمازي وبوخمخم وبن محمد". (الشروق أون لاين). مؤرشف من الأصل في 2025-01-23. اطلع عليه بتاريخ 2024-08-27.
- الحوار، موقع (13 أبريل 2016). "كمال قمازي للحوار: شقتي بباب الوادي اشتريتها من أسقف الجزائر سنة 1986". الحوار الجزائرية. مؤرشف من الأصل في 2025-01-23. اطلع عليه بتاريخ 2024-08-27.
- النهار اون لاين (14 مارس 2015). "كمال قماز يطالب بعودة الفيس وتركه يعمل بكل حرية في الساحة السياسية". النهار أونلاين. مؤرشف من الأصل في 2025-01-23. اطلع عليه بتاريخ 2024-08-27.
- سليم، بدوي (21 يناير 1995). ""نداء الوطن"تحاور أحد قادة جبهة الأنقاذ في الجزائر الشيخ كمال قمازي:العنف سيتصاعد بعد رفض الحكومة وثيقة المعارضة". جريدة السفير. مؤرشف من الأصل في 2025-01-23. اطلع عليه بتاريخ 2024-08-27.

## وصلات خارجية
- الجبهة الإسلامية للإنقاذ
- التعددية الحزبية في الجزائر: المسار والمخرجات